# Madagasikara madagascarensis
Melanatria madagascarensis s a loài của ốc nước ngọt nhiệt đới có mang và nắp (động vật chân bụng)|nắp ốc, là động vật chân bụng sống dưới nước động vật thân mềm trong họ Thiaridae. Đây là loài đặc hữu của Madagascar.

## Hình ảnh

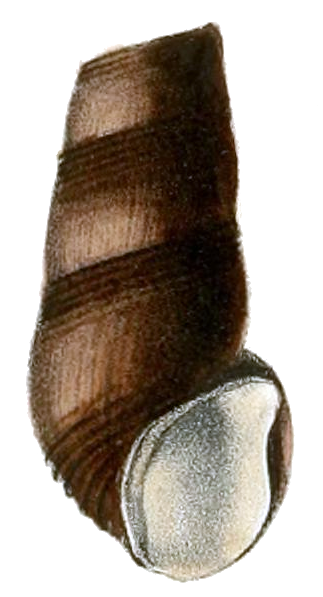